# آبخوره
آبخوره روستایی از توابع بخش دشتابی شهرستان بوئین‌زهرا در استان قزوین ایران است.

## جمعیت
این روستا در دهستان دشتابی شرقی قرار دارد و براساس سرشماری مرکز آمار ایران در سال ۱۳۸۵، جمعیت آن ۳۳۳ نفر (۸۶خانوار) بوده است.

## وجه تسمیه
در فرهنگ جغرافیایی ایران، رزم آرا دربارهٔ این ده اینگونه آمده است: آب‌خوره دهی جزو دهستان دشتابی بخش بوئین شهرستان قزوین در ۴۲ کیلومتری باختر بوئین است. سکنه آن ۷۰ مردمان آن شیعه و زبان آنها ترکی است. از محصولات آن می‌توان به غلات، گلیم و جاجیم نام برد.